# Торговый доллар США
Торговый доллар США — монета, выпущенная для торговли с Китаем, так как в нём в отличие от других стран сохранялся серебряный стандарт. Имеет довольно необычную для монеты историю.

## История
Во второй половине XIX столетия, в отличие от других стран, Китай придерживался серебряного стандарта. Основным металлом, выполнявшим функцию денег, являлось серебро. Для торговли с Китаем США были выпущены специальные монеты — торговые доллары. Наряду с ними в Китае были широко распространены мексиканские серебряные песо.
В 1873 году конгрессом США был принят монетный акт, который в частности предусматривал выпуск торговых долларов.
Создатели торгового доллара несколько просчитались. Новая монета содержала надпись, свидетельствующую о весе монеты и содержании в ней ценного металла — «420 GRAINS 900 FINE», что соответствовало 27,2 граммам 90-процентного серебра. Таким образом, по замыслу создателей, монета должна была бы быть более полновесной по сравнению с распространённым мексиканским песо, содержащим 416 гран серебра. Орёл, расположенный на реверсе монеты, был схож с мексиканским. Однако они не учли, что мексиканские монеты были изготовлены из серебра более высокой пробы. В результате в них содержалось большее количество чистого серебра и соответственно они являлись более привлекательными, чем американский торговый доллар.
Хоть торговые доллары и не попадали непосредственно на внутренний американский рынок, они являлись законным платёжным средством. На монете содержалась надпись «UNITED STATES OF AMERICA». Человек мог купить товар по номинальной стоимости за привезённый с Востока торговый доллар. Положение вещей изменилось в 1876 году из-за резкого снижения стоимости серебра относительно золота. Монеты, созданные для внешней торговли, выкупали за сумму, эквивалентную 80 центам, перевозили через океан обратно в США, где покупали на них товар по номинальной стоимости. В результате конгрессом был принят закон, согласно которому торговые доллары переставали быть законным платёжным средством на территории США. Таким образом, торговый доллар стал единственной монетой, выпущенной монетным двором США миллионными тиражами с надписью «UNITED STATES OF AMERICA», не являющейся законным платёжным средством на территории США.
С 1879 и до 1885 года торговые доллары выпускали незначительными тиражами для коллекционеров.

## Тираж
| Год  | Отчеканено Филадельфии | Отчеканено в Карсон Сити | Отчеканено в Сан-Франциско |
| ---- | ---------------------- | ------------------------ | -------------------------- |
| 1873 | 396 635 (865)          | 124 500                  | 703 000                    |
| 1874 | 987 100 (700)          | 1 373 200                | 2 549 000                  |
| 1875 | 218 200 (700)          | 1 573 700                | 4 487 000                  |
| 1876 | 455 000 (1150)         | 509 000                  | 5 227 000                  |
| 1877 | 3 039 200 (510)        | 534 000                  | 9 519 000                  |
| 1878 | (900)                  | 97 000                   | 4 162 000                  |
| 1879 | (1541)                 |                          |                            |
| 1880 | (1987)                 |                          |                            |
| 1881 | (960)                  |                          |                            |
| 1882 | (1097)                 |                          |                            |
| 1883 | (979)                  |                          |                            |
| 1884 | (10)                   |                          |                            |
| 1885 | (5)                    |                          |                            |

Суммарный тираж монеты составил чуть менее 36 млн экземпляров.